# Vente commerciale
Une vente commerciale est un moyen courant de sortie pour un commerçant. Cela permet à la direction de se retirer de l'entreprise et peut ouvrir la voie à une collaboration plus importante. Le terme vente commerciale est principalement utilisé dans le contexte des entreprises financées par du capital risque et fait référence à la vente d'une entreprise à ses débuts. 
Elle implique normalement la cession de tout ou partie des actions, actifs et même des passifs d'une entreprise. Il peut s'agir d'une opération stratégique pour le ou les acheteurs, dans l'intention de développer des parts de marchés, ou d'une opération financière du ou des acheteur qui souhaitent générer un retour sur investissement lors de leur propre sortie. 
Les ventes commerciales sont les moyens de sortie les plus utilisées en Europe et aux États-Unis. 
Le terme vente commerciale peut également désigner des ventes interentreprises plutôt que des ventes effectuées directement au public .